# 6725 Engyoji
6725 Engyoji este un asteroid din centura principală de asteroizi.

## Descriere
6725 Engyoji este un asteroid din centura principală de asteroizi. A fost descoperit pe 21 februarie 1991 la Karasuyama de Shigeru Inoda și Takeshi Urata. Asteroidul prezintă o orbită caracterizată de o semiaxă mare de 3,15 ua, o excentricitate de 0,12 și o înclinație de 2,3° în raport cu ecliptica.